# Drexel Burnham Lambert
Drexel Burnham Lambert est une banque d'affaires de premier plan de Wall Street dans les années 1980 qui a fait faillite en 1990 du fait de son implication dans des scandales de délits d'initiés sur fond de crise des junk bonds, et crise des Savings and loan, principalement du fait de Michael Milken, le trader star de cette compagnie. 

## Histoire
Les origines les plus anciennes de la banque Drexel Burnham Lambert remontent à 1838, date de création de Drexel & Company à Philadelphie (Pennsylvanie) par Francis Martin Drexel. L'un des premiers banquiers historiques de la famille est Anthony J. Drexel, associé de John Pierpont Morgan. Drexel Firestone fusionne ensuite avec Burnham & Company en 1972.

## Activités
Durant les années 1980, Drexel Burnham Lambert connait un fort développement grâce à des innovations financières et managériales, la firme s'étant spécialisée dans le financement des fusions-acquisitions hostiles par le recours à de la dette à haut rendement. En effet, la banque se montre capable de mobiliser en quelques instants des énormes capitaux pour lancer des opérations qui se dénouent « en dépeçant l'entreprise victime ». Le personnel augmente en quelques années à près de 10 000 employés et les rémunérations des traders atteignent des sommets jamais vus.
Leur exemple sera suivi par les autres banques de Wall Street et feront des émules comme Bain Capital, Blackstone, Carlyle Group.
Les condamnations du trader Ivan Boesky et d'employés de Drexel, comme Dennis Levine ou Michael Milken, ont entraîné en février 1990 la banqueroute de la compagnie Drexel Burnham Lambert.
Le financier belge Albert Frère, actionnaire de Bruxelles Lambert, s'est alors désengagé.
Malgré la faillite retentissante, Drexel Burnham Lambert a légué à la finance un certain nombre de nouveaux concepts, comme l'arbitrage et toutes les tactiques liées aux fusions acquisitions ou le haut rendement.

## Anciens employés
- Anthony J. Drexel, associé de John Pierpont Morgan
- Abby Joseph Cohen, une des 100 femmes les plus puissantes du monde selon le magazine Forbes, en 2008 partenaire et chef stratégiste pour Goldman Sachs
- Marc Faber, spécialiste des matières premières
- Michael Milken inventeur du marché des obligations à haut rendement junk bonds
- Dennis Levine
- Leon Black
- Hervé Novelli, membre de l’UDF, puis de l'UMP
- Marc Fiorentino, PDG d'Euroland Finance et chroniqueur à la télévision
- Joseph Cassano